# قلعة تشانف
قلعة تشانف (بالفارسية: قلعه چانف) هي قلعة تاريخية تعود إلى عصر القاجاريون، وتقع في مقاطعة نيك شهر.